# Bill Harris
Bill Harris (n. 26 octombrie 1897, Honolulu, Republica Hawaii – d. 7 martie 1961, Hawaii, SUA) a fost un înotător ce a reprezentat Statele Unite ale Americii, medaliat olimpic. A participat la o ediție a Jocurilor Olimpice (1920) în care a câștigat două medalii de bronz.